# Saim Sadiq
Saim Sadiq   (Lahore, 1991) és un guionista i director pakistanès que va guanyar el Premi del Jurat de la secció Un Certain Regard al 75è Festival Internacional de Cinema de Canes de 2022 per dirigir la pel·lícula dramàtica Joyland, la primera pel·lícula pakistanesa seleccionada a Canes. Joyland també va guanyar el premi Palma Queer durant la seva estrena mundial a Canes.

## Biografia
Sadiq va créixer en el que descriu com una "família conservadora de classe mitjana" a Rawalpindi. Va assistir a l'Acadèmia de St Mary a Lalazar, Rawalpindi. Es va graduar amb una llicenciatura amb honors en antropologia per la Lahore University of Management Sciences el 2014. Va obtenir el seu MFA en guió i direcció a la Columbia University School of the Arts el 2019.
El seu primer curtmetratge, Nice Talking To You, va formar part de la selecció oficial a SXSW 2019, Palm Springs 2019, i va ser estar a la llista BAFTA a la millor pel·lícula estudiantil. ambé va guanyar el premi al millor director de Vimeo al Columbia University Film Festival juntament amb el Kodak Gold Award.
Per a la seva tesi de l'escola de cinema de Columbia, va explorar el món dels ballarins trans en el curt Darling, que va guanyar el premi Orizzonti al millor curtmetratge a la 76a Mostra Internacional de Cinema de Venècia. També va ser la primera pel·lícula pakistanesa que es va projectar i va guanyar un premi a la Mostra Internacional de Cinema de Venècia i va rebre una menció del jurat a SXSW i va ser una selecció oficial al Festival Internacional de Cinema de Toronto de 2019 abans de ser adquirida per Focus Features.
Sadiq va dir que la seva realització cinematogràfica s'ha inspirat en la seva educació i el descobriment d'una comunitat transgènere a Lahore que es troba a només 10 minuts amb cotxe de la casa de la seva infància.